# Mort et déterré (série de bande dessinée)
Mort et déterré est une série de bande dessinée publiée aux éditions Dupuis. Elle met en scène Yan Faucher, un enfant qui se fait assassiner, mais qui ressuscite soudainement en zombie et se venge.

## Résumé
Yan Faucher, un jeune blond amoureux de sa petite amie Alice, se fait poignarder par un jeune homme malveillant. Yan se retrouve alors mort et se fait enterrer.
Un an plus tard, il ressuscite soudainement dans sa tombe et se fait repérer par un ami qui décide alors de le déterrer et de l'héberger. 
Le lendemain, il part ainsi se venger de son assassinat. C'est alors que Yan, devenu zombie, se fait repérer par sa famille qui est alors sous le choc. Mais Alice, aidant Yan à échapper aux tentatives de meurtre de son assassin, se fait tuer à son tour en ayant un accident avec sa moto. Sa famille décide de l'incinérer car ils estiment que la présence de son corps sans vie leur est intolérable. Mais Yan ne va pas les laisser faire. Lors de la cérémonie d'incinération d'Alice, Yan stoppe l'incinérateur et récupère Alice de son cercueil pour partir avec elle. 
Le zombie attend ainsi qu'elle ressuscite à son tour... 

## Avis et critiques
Pascal Colpron, illustrateur de la série de bande-dessinée, décrit la série comme « une célébration de la vie sous toutes ses formes ».